# Bouguenais
Bouguenais é uma comuna francesa na região administrativa do País do Loire, no departamento de Loire-Atlantique. Estende-se por uma área de 31.50 km². Em 2010 a comuna tinha 19 962 habitantes (densidade: 633,7 hab./km²).